# Dana Gaier
Dana Gaier (Nueva Jersey; 30 de agosto de 1997) es una actriz y voz estadounidense, conocida por su papel como Edith en la franquicia de Despicable Me.

## Biografía
Gaier nació el 30 de agosto de 1997 en Nueva Jersey. Gaier se crio en Livingston, Nueva Jersey. Se puso a actuar después de acompañar a su hermana mayor a una audición después de que su madre no pudiera encontrar una niñera y la llevara. Gaier se mudó a Burbank, California, alrededor de 2013, y ha sido estudiante en la Universidad de California en Los Ángeles.

## Filmografía
- Despicable Me (2010) - Edith (voz)[3]
- Home Makeover (2010) - Edith (voz)
- Despicable Me: Minion Madness (2010) - Edith (voz)
- 30 Rock (2011) - Chica de la escuela,
(sin acreditar), Episodio: «TGS Hates Women»
- Despicable Me Minion Mayhem (2012) - Edith (voz)
- Despicable Me 2 (2013) - Edith (voz)[4][5]
- Ruedines (2013) - Edith (voz)
- Despicable Me 3 (2017) - Edith (voz)[6][2]
- The Secret Life of Kyle (2017) - Edith (voz)
- Do You Want to See a Dead Body? (2017) - Daria, Episodio: «A Body and a Jet Ski»
- The Ice Cream Truck (2017) - Brie[7][2]
- Minion Scouts (2019) - Edith (voz)
- Ernesto's Manifesto (2019) - Demi[8]
- On My Block (2019-2020) - Sahar (2 episodios)
- Minions & More 1 (2022) - Edith (voz)
- Minions & More 2 (2022) - Edith (voz)
- Despicable Me 4 (2024) - Edith (voz)[9]